# 944e régiment d'artillerie automotrice de la Garde
Le 944e régiment d'artillerie automotrice de la Garde (en russe : 944-й гвардейский самоходный артиллерийский полк, abrégé 944 гв. сап), de son nom complet le 944e régiment d'artillerie automotrice de la Garde « Tchernivtsko-Gneznoski » des ordres du Drapeau rouge, de Souvorov et de Bogdan Khmelnitski (en russe : 944-й гвардейский самоходный артиллерийский Черновицко-Гнезненский Краснознамённый, орденов Суворова и Богдана Хмельницкого полк), est une unité des troupes de missiles et d'artillerie de l'armée de terre russe (n° d'unité ?).
Le régiment fait partie de la 20e division de la 8e armée combinée de la Garde du district militaire sud, basée près de Volgograd, dans l'oblast de Volgograd.

## Historique
Son histoire remonte au 265e régiment de mortiers de l'Armée rouge, créé début 1943 et faisant partie du 3e corps mécanisé.
Le 23 octobre 1943, le régiment est renommé 265e régiment de mortiers de la Garde, et opère au sein du 8e corps mécanisé de la Garde tout au long de la guerre.
À la fin des années 1980, le régiment fait partie de la 20e division de fusiliers motorisés de la Garde et est déployé en République démocratique allemande dans la ville de Leisnig (Saxe). Le régiment est armé de 54 canons automoteurs Akatsia et de 18 MLRS Grad. Dans les années 1990, l'unité est retirée en Russie avec le reste de la division.
En 2009, lors de la réforme des forces armées russes, le régiment est dissous avec la 20e division.
En décembre 2021, le régiment est relancé et réintègre la 20e division de fusiliers motorisés de la Garde.

## Composition en 2022
- QG du régiment
- 1re divizion d'obusiers et d'artillerie automotrice
- 2e divizion d'obusiers et d'artillerie automotrice
- Bataillon d'artillerie de roquettes
- Batterie de reconnaissance d'artillerie
- Batterie de contrôle
- Compagnie de logistique
- Compagnie d'entretien et de réparation
- Centre médical[6]